# Kelet-washingtoni Egyetem
A Kelet-washingtoni Egyetem (Eastern Washington University, EWU) az Amerikai Egyesült Államok északnyugati részén, a Washington állambeli Cheney-ben található, 1882-ben alapított állami fenntartású felsőoktatási intézmény. A fő kampuszon kívül Bellevue, Everett és Vancouver városokban folyik oktatás.
Az egyetemnek hat főiskolája van: a Művészeti, Írástudományi és Oktatási-; az Üzleti és Közigazgatási-; a Tudományos, Technikai, Mérnöki és Matematikai-; a Társadalomtudományi-; az Egészségtudományi és Közegészségügyi Főiskola, valamint az Akadémiai Intézet.

## Történet

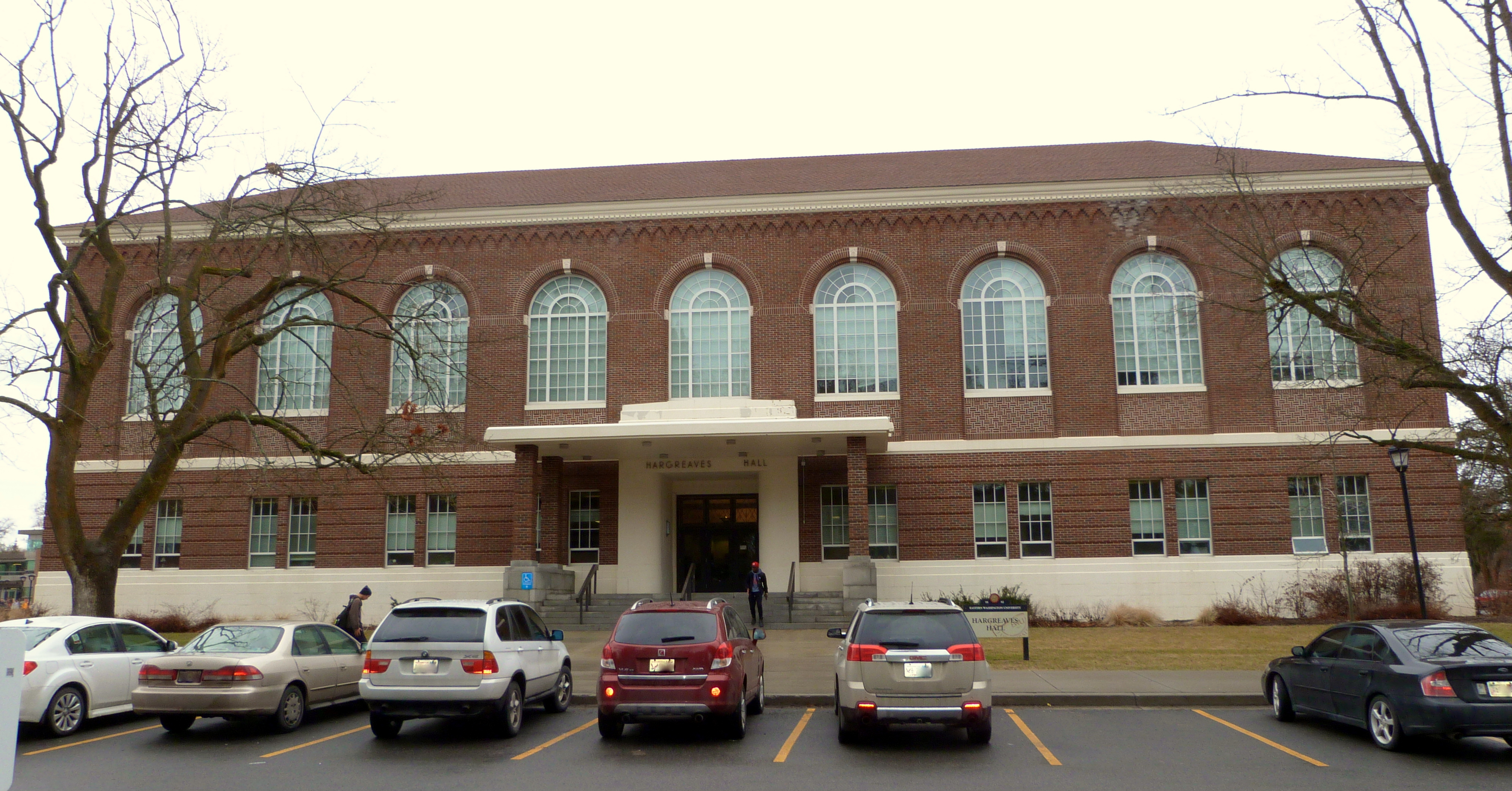
Az egyetemi könyvtár épülete, az 1940-ben épült Hargreaves Hall 2015-ben

Az eredetileg a Benjamin P. Cheney Academy nevet viselő intézményt a Benjamin Pierce Cheney által nyújtott tízezer dolláros támogatásból alapították. Az iskola nevét 1889-ben State Normal School at Cheney-re, 1937-ben pedig Eastern Washington College of Educationre változtatták.
A kampuszon két nagyobb tűz (1891-ben és 1912-ben) volt, ezekben az intézmény szinte teljesen megsemmisült, de mindkétszer újjáépítették.
A második világháborút követően növekedésnek indult egyetem az Eastern Washington State College nevet vette fel, majd a számos új szaknak köszönhetően a törvényhozástól 1977-ben kapta meg mai nevét.
1992-ben a kampusz központi része Washington State Normal School at Cheney Historic District néven bekerült a Történelmi Helyek Nemzeti Jegyzékébe.

## Oktatás
Az intézmény több mint száz szakterülettel foglalkozik; ebbe tíz mesterszak, hét diplomás továbbképzési program, 55 szakképzés, és fizioterápiás doktori program tartozik, továbbá az everetti és vancouveri kampuszokon szociális, a kenti létesítményben pedig oktatási szakon szerezhető mesterdiploma. A spokane-i telephelyen képzőművészeti, interdiszciplináris, család- és gyermeksegítő, kommunikációs, újságírói, alkohol- és drogkutatói, valamint oktatási tanácsadói és fejlődéspszichológiai szakterületeken lehet szakképesítést, továbbá a szociális szakon részképesítést szerezni.
A Carnegie Alapítvány az Oktatás Fejlesztéséért az intézményt az inkluzív kategóriába sorolta, mivel a 2010-ben felvételizettek 82%-át fel is vették; az ebben az évben jelentkezőt SAT pontszáma 970, középiskolai átlaguk 3,17. A 2010-ben felvételizők 86%-a washingtoni.
A Consumers Digest az egyetemet az USA 50 legértékesebb intézménye közé sorolta, továbbá az intézmény többször szerepelt „A való világ 201 legjobb főiskolája” kiadványban is.

### Kutatóintézetek
A Kelet-washingtoni Egyetemen számos egyedülálló kutatási csoport működik, például a következők:
- Közpolitikai- és Gazdaságelemző Intézet: 2002-ben alapították a helyi vállalkozások, közösségek és mások előrejelzéseinek segítésére; vezetője Patrick Jones PhD
- Nők- és Társadalmi Nemek Tanulmányközpontja: célja a nők méltóságának és jogainak erősítése
- Eisenhower Központ/Nemzetközi terepkutatás: külföldi ösztöndíjprogramok szervezése
- Angol Nyelvi Intézet: tevékenységével más országok diákjai tanulhatnak itt
- Mezőgazdasági Egészségbiztonsági Központ: a mezőgazdasággal kapcsolatos kutatások és demonstrációk
- Halászati Kutatóintézet: a regionális lazacállomány védelme többek között a következő tevékenységekkel: táplálkozási tanulmányok; társadalom-modellezés; telemetria; csontregresszió; bioenergetikai modellezés; vízminőség-értékelés; ökoszisztéma-modellezés; valamint a rádióhullámok, illetve akusztikus- és ultraszonikus hangok sebészeti felhasználása

## Hallgatói élet

### Épületek

#### Közösségi helyszínek

##### Pence Szövetségi Épület
A Pence Union Building (PUB) az egyetem közösségi központja.
Az épületben korábban az egyetemi közösség által igényelt szolgáltatások voltak megtalálhatóak; három szintén egy könyvesbolt, a hallgatói önkormányzat (Associated Students of Eastern Washington University – ASEWU), a Baldy’s étterem, a hallgatói iroda, számos konferenciaterem és egy előadásokra és más eseményekre használható többcélú helyiség volt.
A központ átépítésére 40 milliárd dollárt különítettek el, melyből az eredeti alaprajz felhasználásával a mai kornak megfelelő elosztású létesítményt alakítanak ki.

##### Egyetemi Rekreációs Központ
A University Recreation Center (URC) három szintes, 10 394,6 m²-es létesítmény, amely 2008-ban nyílt meg. A korszerű épületben egy 1807,4 m² területű, jéghokira és teremsportokra is alkalmas pálya, egy 9,1 méteres, 11 pályás (ebből 1 jeges állapotokat szimulál) mászó-, és két sziklamászófal, egy 40 férőhelyes garázs, egy 1600 m² területű fitneszközpont és tornacsarnok, a „The Roost” étkező és egy kétsávos, 200 méteres futópálya található.
A kivitelezés költsége 26,3 millió amerikai dollár, melyet részben az egyetem, részben a hallgatók finanszíroztak egy 65 dolláros negyedéves díj formájában. Az építkezés költségeire és egyéb kiadásokra az egyetem 28,6 millió dollárt különített el. Az üzemeltetést szintén az egyetem végzi éves költségvetése terhére.
Az épület az építéskor alkalmazott környezetbarát technológiákért elnyerte a Leadership in Energy and Environmental Design (LEED) arany fokozatát.

#### Lakhatási lehetőségek
A Kelet-washingtoni Egyetemnek nyolc kollégiuma van, ezek a következők:
- Brewster-csarnok: a 2002-ben épült helyszínen a legalább 19. évüket betöltött diákok lakhatnak. Az épület a belvárosban található, ezáltal a közösségi és üzleti helyek gyorsan elérhetőek. A kollégium földszintjén működik az egyetem által működtetett Brickhouse Deli szendvicsező.
- Dressler-csarnok: az 1966-ban megnyílt épület a PUB mögött helyezkedik el, egyben az atlétikai centrumhoz legközelebb eső kollégium; lakói többségében elsőévesek. A közösség kedvelt időtöltése a 3×3-as kosárlabda.
- Dryden-csarnok: az 1965-ben épült hely a PUB-tól egy sarokra fekszik, lakói 21 évesek vagy annál idősebbek.
- Louise Anderson-csarnok: az Elm Streeten, a PUB-val átellenesen fekvő kollégium; számos, máshol nem elérhető szolgáltatás található itt.
- Morrison-csarnok: az 1970-ben épült lakóhely a kampusz központjától egy sarokra van.
- Pearce-csarnok: az 1964-ben megnyílt kör alakú építmény[15] az egyetem legnagyobb kollégiuma, amelyet főként elsőévesek laknak.
- Snyamncut-csarnok: a legújabb kollégium; a snyamncut szó salish-ül gyűjtögetést takar; másodlagos jelentése a szeretet speciális helye, amelyet a spokane törzs használt találkozóhelyként.
- Streeter-csarnok: 1968-ban nyílt meg[16] a kampusz északi részén; a PUB-től egy sarokra, három másik lakóhely mellett fekszik.

A fentieken kívül a családos, már diplomával rendelkező, illetve 25 éven felüli hallgatók apartmanokban lakhatnak, ezek az Anna Maria, a Holter House és a Family Townhouses.

### Média
Az egyetem hallgatói lapja a diákok által szerkesztett és lektorált The Easterner, amely a legfrissebb egyetemi hírekről számol be, továbbá sporteredményeket és véleménycikkeket közöl a hallgatók, az egyetem munkatársai és -öregdiákjai, valamint a környékbeli lakosság számára. A hetilap nyomtatott formában jelenik meg minden év őszén, telén és tavaszán a Cheney- és Riverpoint kampuszon, valamint a cheney-i üzleti negyedben. Az újság honlapot és Facebook-oldalt is fenntart. A kiadvány elődje az először 1916. október 10-én megjelent The State Normal School Journal, amely 1951-ben vette fel mai nevét.
A Northwest Boulevard az egyetem 1993. szeptember 22-én alapított irodalmi folyóirata.

### Hallgatói szervezetek
A Hallgatói Tevékenységek Irodája több mint száz diákszervezetet felügyel, ilyenek az EWU Eagle Pride, a Scary Feminists / VOX (Voices for Planned Parenthood), az Active Minds, a MEChA és a La Hermandad de OeMeTe.
Az EWU Washington egyetlen olyan regionális egyeteme, ahol működnek fiú- és lányszövetségek. A fiúszövetségek a Beta Theta Pi, a Pi Lambda Phi, a Sigma Phi Epsilon, a Kappa Sigma és a Phi Delta Theta, a lányszövetségek pedig a Lambda Theta Alpha, a Kappa Delta Chi, a Gamma Alpha Omega, a Sigma Lambda Gamma, az Alpha Pi Sigma, a Sigma Lambda Beta, a Lambda Theta Phi és az Omega Delta Phi. A fentieken felül az egyetemen működnek még a Lambda Theta Alpha, a Kappa Delta Chi, a Gamma Alpha Omega, a Sigma Lambda Gamma, az Alpha Pi Sigma, a Sigma Lambda Beta, a Lambda Theta Phi és az Omega Delta Phi spanyol ajkúakat tömörítő fiúszövetségek, valamint a Delta Sigma Theta, az Alpha Phi Alpha, a Phi Beta Sigma, a Zeta Phi Beta és az Iota Phi Theta afroamerikaiakat tömörítő lányszövetségek.

## Sport

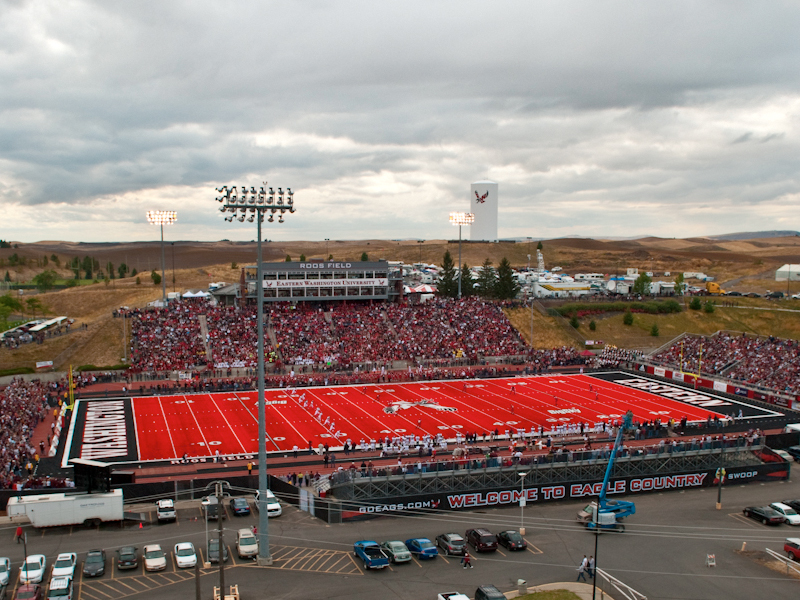
A Roos Stadion

Az egyetemi sportot az Eastern Washington Eagles fogja össze, amely klub-, beltéri- és válogatott sportágakat is kínál. Az Eagles égisze alá tizenkét férfi- és női válogatott csapat tartozik, amelyek a Big Sky Conference of the National Collegiate Athletic Association’s első osztályában játszanak. A kampusz legjelentősebb sporthelyszínei a Roos Stadion, a Reese Aréna és a Jim Thorpe Sportpálya. Az egyetem eddig három nemzeti bajnokságot nyert (amerikai futball, NCAA első osztály, FCS – 2010; birkózás, NAIA – 1977 és férfi cross country, NCAA másodosztály – 1982).
A National Football League-ben játszó Seattle Seahawks 1976 és 1985, illetve 1997 és 2006 között a július–augusztusi edzőtáborainak nagy részét az egyetem sportpályáin tartotta.

## Nevezetes öregdiákok
- Aaron Olson – a New Zealand Breakers korábbi játékosa[23]
- Bashir Levingston – CFL cornerback és -kick returner[24]
- Brandon Kaufman – a Buffalo Bills korábbi wide receiverje[25]
- Chris Crutcher – fiatal felnőtt regények írója[26]
- Colin Cowherd – az FS1 és I Heart rádiók The Herd with Colin Cowherd műsorvezetője[27]
- Cooper Kupp – a Los Angeles Rams wide receiverje[28]
- Dan Curley – korábbi NFL tight end és -fullback[29]
- Dave Christensen – a Utah-i Egyetem támadóedzője[30]
- Demitrius Bronson – a Seattle Seahawks korábbi running backje[31]
- Ed Simmons – a Washington Redskins korábbi offensive linemanje, kétszeres Super Bowl-bajnok[32]
- Edward Kienholz – installációs művész[33]
- Erik Meyer – a Spokane Shock quarterbackje[34]
- Elizabeth Cook-Lynn – indián aktivista és író[35]
- Ernie Afaganis – a kanadai CBC Television sportközvetítője[36]
- Isaiah Trufant – a New York Jets korábbi cornerbackje[37]
- Gary Volesky – a haditengerészet altábornagya[38]
- Jeff Ogden – korábbi NFL wide receiver[39]
- Jess Walter – a New York Times listája szerinti legkelendőbb író[40]
- Jesse Chatman – a New York Jets korábbi running backje[24]
- Jim McElwain – a Floridai Egyetem amerikaifutball-vezetőedzője[41]
- Kevin Sargent – korábbi NFL offensive tackle[42]
- Kurt Schulz – korábbi NFL-játékos[43]
- Lamont Brightful – korábbi NFL cornerback[24]
- Launi Meili – az 1992-es nyári olimpia aranyérmese női hárompozíciós kiskaliberű céllövésben[44]
- Lee Watkinson – profi pókerjátékos[45]
- Margaret Rayburn – oktató, a washingtoni képviselőház tagja[46]
- Michael Roos – a Tennessee Titans korábbi offensive tackle-je[47]
- Raul Vijil – a Spokane Shock korábbi játékosa[48]
- Rodney Stuckey – az Indiana Pacers korábbi játékosa[49]
- Ryan Phillips – korábbi CFL defensive back[50]
- Taiwan Jones – az Oakland Raiders korábbi running backje[51]
- Terry Davis – író[52]
- Thomas Hampson – Grammy-díjra jelölt operaénekes[53]
- Todd McFarlane – kanadai képregényíró, az Edmonton Oilers társtulajdonosa[54]
- Tom Ackerman – korábbi NFL center[55]
- Tom Sneva – autóversenyző, az 1938-as Indianapolis 500 győztese[56]

## Fordítás
Ez a szócikk részben vagy egészben  az   Eastern Washington University című angol Wikipédia-szócikk ezen változatának fordításán alapul.  Az eredeti cikk szerkesztőit annak laptörténete sorolja fel. Ez a jelzés csupán a megfogalmazás eredetét és a szerzői jogokat jelzi, nem szolgál a cikkben szereplő információk forrásmegjelöléseként.